# Perameles eremiana
Perameles eremiana, conhecido como bandicoot-do-deserto(a), é uma espécie de marsupial da família Peramelidae. Era encontrada no desertos do interior da Austrália. O último exemplar conhecido foi coletado em Canning Stock Route, Austrália Ocidental.